# Let's go (Ali B)
Let's go is een lied van de Marokkaans-Nederlandse rapper Ali B in samenwerking met de Nederlandse zanger Brace en de Surinaams-Nederlandse zanger Kenny B. Het werd in 2016 als single uitgebracht en stond in hetzelfde jaar als veertiende track op het album Een klein beetje geluk van Ali B.

## Achtergrond
Let's go is geschreven door Ali Bouali, Glen Faria, Kenneth Bron, Memru Renjaan, Eddy Rashid MacDonald en Tevin Irvin Plaate en geproduceerd door Spanker. Het is een nummer uit het genre nederhop. In het lied rappen en zingen de artiesten over hoe zij een meisje ontmoet tijdens een avond uit en hoe ze willen dat en haar overtuigen dat ze mee gaat met de liedverteller naar huis. Het nummer is ontstaan tijdens een schrijverssessie van Ali B op Ameland. Hij besloot tijdens deze sessie om Spanker en Kenny B per helikopter in te vliegen, terwijl Brace daar al was. Samen met de andere twee bekende liedschrijvers, Glen Faria en Memru Renjaan, schreven ze het lied, dat veel zomerse aspecten heeft. De single heeft in Nederland de dubbel platinastatus.
Het was de eerste keer dat alle drie de artiesten tegelijkertijd op een nummer te horen waren. Ali B en Brace hadden wel al meermaals met elkaar samengewerkt. Dit deden zij onder andere op Ik ben je zat, Leipe mocro flavour, Hartendief en Het kind.

## Hitnoteringen
De artiesten hadden succes met het lied in de hitlijsten van Nederland. Het piekte op de vijftiende plaats van de Nederlandse Single Top 100 en stond 23 weken in deze hitlijst. In de Nederlandse Top 40 kwam het tot de zestiende positie. Het was dertien weken in de Top 40 te vinden. 